# Дрогобицька міська рада депутатів трудящих І скликання
Дрогобицька міська рада депутатів трудящих першого скликання — представничий орган міста Дрогобича 1940-1947 років.
Нижче наведено список депутатів Дрогобицької міської ради 1-го скликання, обраних 15 грудня 1940 року в загальних округах (99 депутатів). Списки обраних в особливих округах (15 депутатів) у пресі не публікувалися. Всього до Дрогобицької міської ради 1-го скликання було обрано 114 депутатів. До складу міської ради обрано 75 чоловіків та 39 жінок. За соціальним статусом: 50 робітників, 4 селян, 36 представників інтелігенції, 14 домогосподарок, 10 військовослужбовців. За партійною приналежністю: 41 член ВКП(б) і 73 безпартійних. За національністю: 59 українців, 21 поляк, 21 єврей, 10 росіян, 3 представники інших національностей.
| Прізвище, ім'я, по-батькові        | Місто чи район | Виборчий округ    | Посада                                                                         | Примітки |
| ---------------------------------- | -------------- | ----------------- | ------------------------------------------------------------------------------ | -------- |
| Айдельгайт Михайло Борисович       | місто Дрогобич | Дрогобицький № 42 | лікар міста Дрогобича                                                          |          |
| Ангельчук Карпо Федорович          | місто Дрогобич | Дрогобицький № 69 | начальник Дрогобицької міської міліції НКВС                                    |          |
| Андріянов Сергій Пимович           | місто Дрогобич | Дрогобицький № 81 | директор Дрогобицького нафтоперегінного заводу № 1                             |          |
| Бабаян Ашхен Амбарцумівна          | місто Дрогобич | Дрогобицький № 56 | інженер Дрогобицького нафтоперегінного заводу № 2                              |          |
| Блауцяк Йосип Пилипович            | місто Дрогобич | Дрогобицький № 4  | робітник Дрогобицького міськкомунгоспу                                         |          |
| Бобрикова Марія Францівна          | місто Дрогобич | Дрогобицький № 82 | робітниця Дрогобицького нафтоперегінного заводу № 1                            |          |
| Боргман Шуль Мехльович             | місто Дрогобич | Дрогобицький № 78 | робітник Дрогобицького індивідуального пошиву                                  |          |
| Борис Дмитро Миколайович           | місто Дрогобич | Дрогобицький № 87 | бригадир Дрогобицького нафтоперегінного заводу № 4                             |          |
| Борис Ігнатій Васильович           | місто Дрогобич | Дрогобицький № 66 | стрілочник Дрогобицької залізниці                                              |          |
| Борисенко Есфір Савеліївна         | місто Дрогобич | Дрогобицький № 17 | завідувач Дрогобицького міського відділу охорони здоров’я                      |          |
| Брамович Станіслава Андріївна      | місто Дрогобич | Дрогобицький № 36 | медична сестра Дрогобицької лікарні                                            |          |
| Валага Ольга Григорівна            | місто Дрогобич | Дрогобицький № 86 | робітниця Дрогобицької залізничної станції                                     |          |
| Вєнцек Осип Михайлович             | місто Дрогобич | Дрогобицький № 67 | робітник Дрогобицького чавуноливарного заводу                                  |          |
| Ворон Ганна Стахівна               | місто Дрогобич | Дрогобицький № 34 | домогосподарка                                                                 |          |
| Вульман Олена Адольфівна           | місто Дрогобич | Дрогобицький № 26 | артистка Дрогобицького театру                                                  |          |
| Галюх Франц Іванович               | місто Дрогобич | Дрогобицький № 41 | кочегар Дрогобицького соляного заводу                                          |          |
| Гельд Мойсей Йосипович             | місто Дрогобич | Дрогобицький № 54 | бригадир Дрогобицького м’ясокомбінату                                          |          |
| Генінфельд Приве Маркусівна        | місто Дрогобич | Дрогобицький № 14 | домогосподарка                                                                 |          |
| Гехт Кароль Леонович               | місто Дрогобич | Дрогобицький № 65 | робітник Дрогобицького нафтоперегінного заводу № 4                             |          |
| Гіза Іван Себастіянович            | місто Дрогобич | Дрогобицький № 83 | робітник Дрогобицького нафтоперегінного заводу № 1                             |          |
| Глянц Рузя Йонасівна               | місто Дрогобич | Дрогобицький № 52 | завідувач крамниці Дрогобицького змішторгу                                     |          |
| Гольдштейн Давид Львович           | місто Дрогобич | Дрогобицький № 97 | художній керівник Дрогобицького театру                                         |          |
| Городинська Ольга Томівна          | місто Дрогобич | Дрогобицький № 96 | вчителька Дрогобицької школи № 6                                               |          |
| Городиський Ярослав Йосипович      | місто Дрогобич | Дрогобицький № 93 | заступник голови Дрогобицького міськвиконкому                                  |          |
| Гребенник Петро Максимович         | місто Дрогобич | Дрогобицький № ?  | 2-й секретар Дрогобицького міськкому КП(б)У                                    |          |
| Гребеняк Ярослава Ільківна         | місто Дрогобич | Дрогобицький № 47 | майстер цеху Дрогобицького деревообробного комбінату                           |          |
| Гречина Яніна Себастянівна         | місто Дрогобич | Дрогобицький № 51 | слюсар Дрогобицького нафтоперегінного заводу № 2                               |          |
| Гриньків Катерина Стахівна         | місто Дрогобич | Дрогобицький № 33 | помічник електромонтера Дрогобицького нафтоперегінного заводу № 2              |          |
| Грінько Поліна Михайлівна          | місто Дрогобич | Дрогобицький № 72 | домогосподарка                                                                 |          |
| Давідман Лев Ізраїлевич            | місто Дрогобич | Дрогобицький № 28 | директор Дрогобицької газівні                                                  |          |
| Дрозд Михайло Данилович            | місто Дрогобич | Дрогобицький № 89 | токар Дрогобицького нафтоперегінного заводу № 5                                |          |
| Дуб Володимир Михайлович           | місто Дрогобич | Дрогобицький № 64 | голова завкому Дрогобицького нафтоперегінного заводу № 2                       |          |
| Дякун Мирослав Дмитрович           | місто Дрогобич | Дрогобицький № 45 | завідувач відділу соціального забезпечення Дрогобицької міської ради           |          |
| Зайцев Іван Степанович             | місто Дрогобич | Дрогобицький № 71 | управляючий Дрогобицького нафтоперегінного тресту                              |          |
| Захарчук Михайло Іванович          | місто Дрогобич | Дрогобицький № 98 | керівник сектору кадрів Дрогобицького облвиконкому                             |          |
| Знак Пилип Миколайовича            | місто Дрогобич | Дрогобицький № 5  | робітник Дрогобицького заводу «Металіст»                                       |          |
| Іванько Іван Пантелеймонович       | місто Дрогобич | Дрогобицький № 24 | завідувач торгового відділу Дрогобицької міської ради                          |          |
| Квасник Юлія Томашівна             | місто Дрогобич | Дрогобицький № 80 | робітниця Дрогобицького нафтоперегінного заводу № 5                            |          |
| Клещенко Іван Данилович            | місто Дрогобич | Дрогобицький № 76 | секретар Дрогобицького міського комітету ЛКСМУ                                 |          |
| Кобільчак Іван Кирилович           | місто Дрогобич | Дрогобицький № 59 | викладач Дрогобицького інституту удосконалення вчителів                        |          |
| Козенко Анатолій Кирилович         | місто Дрогобич | Дрогобицький № 2  | директор Дрогобицької контори «Заготзерно»                                     |          |
| Козловська Марія Іванівна          | місто Дрогобич | Дрогобицький № 62 | домогосподарка                                                                 |          |
| Колеснік Дмитро Трохимович         | місто Дрогобич | Дрогобицький № 27 | голова Дрогобицької міської планової комісії                                   |          |
| Коцко Павліна Петрівна             | місто Дрогобич | Дрогобицький № 12 | робітниця Дрогобицького нафтоперегінного заводу № 5                            |          |
| Крайтман Єфим Іцькович             | місто Дрогобич | Дрогобицький № 25 | завідувач фінансового відділу Дрогобицької міської ради                        |          |
| Крендель Борис Семенович           | місто Дрогобич | Дрогобицький № 9  | директор Дрогобицького деревообробного комбінату                               |          |
| Кузик Ганна Петрівна               | місто Дрогобич | Дрогобицький № 30 | домогосподарка                                                                 |          |
| Кулева Юзефа Базилівна             | місто Дрогобич | Дрогобицький № 29 | робітниця Дрогобицького керамічного заводу                                     |          |
| Лабендковська Казимира Іванівна    | місто Дрогобич | Дрогобицький № 6  | вчителька Дрогобицької школи № 11                                              |          |
| Лавтербах Мальвіна Ізраїлівна      | місто Дрогобич | Дрогобицький № 15 | працівник Дрогобицької філії Держбанку                                         |          |
| Лапчук Казимир Іванович            | місто Дрогобич | Дрогобицький № 7  | машиніст Дрогобицького державного млина                                        |          |
| Левицький Олександр Павлович       | місто Дрогобич | Дрогобицький № 68 | інженер, завідувач Дрогобицького міського відділу комунального господарства    |          |
| Левітов Михайло Лазарович          | місто Дрогобич | Дрогобицький № 16 | директор Дрогобицького змішторгу                                               |          |
| Ляхович Вільгельм Казимирович      | місто Дрогобич | Дрогобицький № 77 | робітник Дрогобицької газовні                                                  |          |
| Мак Михайло Миколайович            | місто Дрогобич | Дрогобицький № 79 | робітник Дрогобицького нафтоперегінного заводу № 7                             |          |
| Мариній Ярослава Олександрівна     | місто Дрогобич | Дрогобицький № 49 | завідувач крамниці Дрогобицького змішторгу                                     |          |
| Марценишин Стефанія Онуфріївна     | місто Дрогобич | Дрогобицький № 95 | робітниця Дрогобицького нафтоперегінного заводу № 1                            |          |
| Мацюрак Іван Андрійович            | місто Дрогобич | Дрогобицький № 35 | робітник Дрогобицького нафтоперегінного заводу № 2                             |          |
| Мессінгер Рузя Пайшовна            | місто Дрогобич | Дрогобицький № 1  | закрійниця Дрогобицької артілі «Червоний кравець»                              |          |
| Михайлович Теофілій Григорович     | місто Дрогобич | Дрогобицький № 38 | мешканець міста Дрогобича                                                      |          |
| Михайловський Володимир Михайлович | місто Дрогобич | Дрогобицький № 31 | працівник Дрогобицького нафтоперегінного заводу № 2                            |          |
| Мицавка Осип Юркович               | місто Дрогобич | Дрогобицький № 90 | слюсар Дрогобицького нафтоперегінного заводу № 1                               |          |
| Мішель Соломон Лейбович            | місто Дрогобич | Дрогобицький № 23 | лікар міста Дрогобича                                                          |          |
| Москаленко Андрій Костянтинович    | місто Дрогобич | Дрогобицький № 46 | завідувач Дрогобицького міського відділу народної освіти                       |          |
| Нафус Павліна Іванівна             | місто Дрогобич | Дрогобицький № 37 | домогосподарка                                                                 |          |
| Негуляєв Аким Георгійович          | місто Дрогобич | Дрогобицький № 84 | директор Дрогобицької залізничної станції                                      |          |
| Неділько Григорій Іванович         | місто Дрогобич | Дрогобицький № 21 | працівник Дрогобицького міського відділу міліції                               |          |
| Огородник Анастасія Антонівна      | місто Дрогобич | Дрогобицький № 10 | вчителька Дрогобицької школи № 9                                               |          |
| Ожех Маріян Каролевич              | місто Дрогобич | Дрогобицький № 58 | майстер Дрогобицької газовні                                                   |          |
| Пасікевич Михайло Іванович         | місто Дрогобич | Дрогобицький № 57 | робітник Дрогобицького нафтоперегінного заводу № 4                             |          |
| Пильо Катерина Павлівна            | місто Дрогобич | Дрогобицький № 40 | студентка Дрогобицького учительського інституту                                |          |
| Підкуйко Павло Якович              | місто Дрогобич | Дрогобицький № 91 | уповноважений Наркомату заготівель СРСР по Дрогобицькій області                |          |
| Побережна Софія Шепівна            | місто Дрогобич | Дрогобицький № 22 | працівниця Дрогобицької міської ради                                           |          |
| Попіначенко Іполіт Кіндратович     | місто Дрогобич | Дрогобицький № 44 | голова Дрогобицького міськвиконкому                                            |          |
| Примяк Марія Іванівна              | місто Дрогобич | Дрогобицький № 32 | домогосподарка                                                                 |          |
| Пугачова Євдокія Мойсеївна         | місто Дрогобич | Дрогобицький № 20 | домогосподарка                                                                 |          |
| Розмаринович Теофілій Романович    | місто Дрогобич | Дрогобицький № 85 | бригадир столярного цеху Дрогобицького паровозо-вагоноремонтного депо          |          |
| Романський Володимир Леонович      | місто Дрогобич | Дрогобицький № 43 | майстер механічного верстату Дрогобицького нафтоперегінного заводу № 2         |          |
| Романов Василь Григорович          | місто Дрогобич | Дрогобицький № 63 | директор Дрогобицького нафтоперегінного заводу № 4                             |          |
| Романюк Віктор Артемович           | місто Дрогобич | Дрогобицький № 19 | секретар Дрогобицького міського комітету КП(б)У                                |          |
| Сабітова Євгенія Іванівна          | місто Дрогобич | Дрогобицький № 60 | домогосподарка                                                                 |          |
| Сивохіп Ганна Григорівна           | місто Дрогобич | Дрогобицький № 8  | домогосподарка                                                                 |          |
| Сподар Степан Ількович             | місто Дрогобич | Дрогобицький № 70 | робітник Дрогобицького нафтоперегінного заводу № 1                             |          |
| Стадник Федір Павлович             | місто Дрогобич | Дрогобицький № 74 | народний суддя 2-ї дільниці міста Дрогобича                                    |          |
| Стажевський Фердинанд Маріянович   | місто Дрогобич | Дрогобицький № 50 | електромонтер                                                                  |          |
| Трибух Гелена Антонівна            | місто Дрогобич | Дрогобицький № 99 | робітниця Дрогобицького керамічного заводу № 1                                 |          |
| Тригуб Микола Іванович             | місто Дрогобич | Дрогобицький № 53 | робітник Дрогобицького нафтоперегінного заводу № 2                             |          |
| Турчинський Костянтин Григорович   | місто Дрогобич | Дрогобицький № 75 | завідувач відділу пропаганди і агітації Дрогобицького міського комітету КП(б)У |          |
| Фаєрштейн Амалія Натанівна         | місто Дрогобич | Дрогобицький № 73 | помічник машиніста Дрогобицького паровозного депо                              |          |
| Флюнт Адольф Іванович              | місто Дрогобич | Дрогобицький № 94 | начальник установки Дрогобицького нафтоперегінного заводу № 1                  |          |
| Форст Самуїл Мойсейович            | місто Дрогобич | Дрогобицький № 61 | робітник Дрогобицького нафтоперегінного заводу № 2                             |          |
| Фурович Юзефа Станіславівна        | місто Дрогобич | Дрогобицький № 48 | робітниця Дрогобицького деревообробного комбінату                              |          |
| Цибуля Лука Андрійович             | місто Дрогобич | Дрогобицький № 11 | директор Дрогобицької філії Держбанку                                          |          |
| Черевко Теодор Ількович            | місто Дрогобич | Дрогобицький № 88 | стрілочник Дрогобицької залізниці                                              |          |
| Шарф Фридерік Карлович             | місто Дрогобич | Дрогобицький № 13 | інженер Дрогобицького нафтоперегінного заводу № 2                              |          |
| Шевалгін Іван Миколайович          | місто Дрогобич | Дрогобицький № 3  | військовий штабу МППО                                                          |          |
| Шевченко Іларіон Кіндратович       | місто Дрогобич | Дрогобицький № 92 | завідувач оргінструкторського відділу Дрогобицького міського комітету КП(б)У   |          |
| Штефан Тетяна Андріївна            | місто Дрогобич | Дрогобицький № 18 | домогосподарка                                                                 |          |
| Яворик Ганна Семенівна             | місто Дрогобич | Дрогобицький № 55 | робітниця Дрогобицького керамічного заводу                                     |          |

5 січня 1941 року відбулася 1-а сесія міської ради. Головою міськвиконкому обраний Попіначенко Іполіт Кіндратович. Обрані заступниками голови міськвиконкому: Городиський Ярослав Йосипович і Колеснік Дмитро Трохимович. Секретарем міськвиконкому обраний Захарчук Михайло Іванович.
Обрано Дрогобицький облвиконком у складі 15 чоловік: Попіначенко Іполіт Кіндратович — голова міськвиконкому; Городиський Ярослав Йосипович — заступник голови міськвиконкому; Колеснік Дмитро Трохимович — заступник голови міськвиконкому; Захарчук Михайло Іванович — секретар міськвиконкому; Гребенник Петро Максимович — 2-й секретар Дрогобицького міськкому КП(б)У; Андріянов Сергій Пимович — директор Дрогобицького нафтоперегінного заводу № 1; Крайтман Єфим Іцькович — завідувач Дрогобицького міського фінансового відділу; Левицький Олександр Павлович — завідувач Дрогобицького міського відділу комунального господарства; Дякун Мирослав Дмитрович — завідувач Дрогобицького міського відділу соціального забезпечення; Борисенко Есфір Савеліївна — завідувач Дрогобицького міського відділу охорони здоров'я; Москаленко Андрій Костянтинович — завідувач Дрогобицького міського відділу народної освіти; Гречина Яніна Себастянівна — слюсар Дрогобицького нафтоперегінного заводу № 2; Форст Самуїл Мойсейович — робітник Дрогобицького нафтоперегінного заводу № 2; Гехт Кароль Леонович — робітник Дрогобицького нафтоперегінного заводу № 4; Лабендковська Казимира Іванівна — вчителька Дрогобицької школи № 11.
У 1944 — 1946 роках головою Дрогобицького міськвиконкому працював Бобров Іван Іванович. Заступниками працювали Городиський Ярослав Йосипович і Крамаренко В.М., а секретарем міської ради — Коваленко Василь Іванович. До складу Дрогобицького міськвиконкому у 1945 році були обрані Штефан Михайло Миколайович — 2-й секретар Дрогобицького міськкому КП(б)У і Романенко С.Л.
З 1946 року головою Дрогобицького міськвиконкому працював Городиський Ярослав Йосипович, заступником голови Дрогобицького міськвиконкому — Євдокименко Мусій Степанович.